# Aria Shahghasemi
Aria Shahghasemi (Minneapolis, 7 ottobre 1993) è un attore statunitense.

## Biografia
Aria Shahghasemi è nato il 7 ottobre 1993 a Minneapolis, in Minnesota, ha studiato recitazione presso la Southern Oregon University. Successivamente ha lavorato come assistente di produzione e nel 2018 ha interpretato Elias Santoro nel film No Alternative di William Dickerson.

## Carriera
Nel 2017 è stato scelto per interpretare Landon Kirby nella quinta stagione della serie televisiva The Originals e nel 2024 partecipa al telefilm The Penguin, prodotto dai DC Studios in associazione con Warner Bros. Television

## Doppiatori italiani
Nelle versioni in italiano delle opere in cui ha recitato, Aria Shahghasemi è stato doppiato da:
- Alessandro Campaiola in Legacies
- Alberto Franco in The Penguin

## Filmografia

### Cinema
- No Alternative, regia di William Dickerson (2018)

### Televisione
- Unforgettable – serie TV, episodio 4x03 (2015)
- Law & Order - Unità vittime speciali (Law & Order: Special Victims Unit) – serie TV, episodio 17x13 (2016)
- Instinct – serie TV, episodio 1x09 (2018)
- The Originals – serie TV, episodio 5x12 (2018)
- Legacies – serie TV, 68 episodi (2018-2022)
- The Penguin, regia di Craig Zobel, Helen Shaver, Kevin Bray e Jennifer Getzinger – miniserie TV, 4 episodi (2024)[3]